# R-11FM
Die R-11FM (GRAU-Index 8A61FM) ist die erste sowjetische einstufige ballistische Rakete mit einem Flüssigkeitsantrieb, die auf U-Booten (SLBMs) der Projekte AV611 und 629 eingesetzt wurde. Sie wurde vom OKB-1 (Abkürzung für Experimental-Konstruktionsbüro 1, rus: Опытно-конструкторское бюро №1) auf der Basis der Boden-Boden-Rakete R-11 entwickelt.

## Entwicklung
Am 5. Januar 1954 fand eine Fachtagung der Chefkonstrukteure des U-Boot-Raketenkomplexes und des Seestart-Prüfstandes statt. Am 26. Januar wurde ein gemeinsamer Beschluss des Zentralkomitees der KPdSU und des Ministerrats der UdSSR „Über die Durchführung von Konstruktions- und Versuchsarbeiten zur Bewaffnung von U-Booten mit ballistischen Langstreckenraketen und die Entwicklung des technischen Bauprojekts eines großen U-Bootes mit Strahlenbewaffnung auf der Basis dieser Arbeiten“ verabschiedet.
Die R-11FM-Rakete wurde unter der Leitung von S. P. Koroljow auf der Basis der R-11-Rakete entwickelt. Die Rakete sollte von einer Überwasserposition aus gestartet werden, und für den Start musste die vollgetankte Rakete aus dem Silo gehoben und bis zum Abschuss dort belassen werden. Gleichzeitig mit der Entwicklung der Rakete wurde auch der dazugehörige Träger, das U-Boot B-611, dessen Chefkonstrukteur N. N. Isanin war, entwickelt.
Die Teststarts wurden auf dem Testgelände Kapustin Jar durchgeführt. Die ersten drei Starts erfolgten im September und Oktober 1954 von einem feststehenden Standplatz aus, der die Umrisse eines U-Boots simulierte.
Die nächsten elf Starts wurden von Mai bis Juli 1955 vom Wippstand aus durchgeführt. Dieser Prüfstand simulierte das Schaukeln (bis zu 12°) und Gieren (bis zu 4°) an Bord, wobei die Bedingungen der Stufe 4 auf der Seegangsskala entsprachen. Neun Raketen erreichten das Ziel.
Der D-1-Abschusskomplex (S1.1372) wurde in der Abteilung Nr. 7 des OKB-1 entwickelt. Die Abschussvorrichtung diente zum Anheben des Raketenkörpers an den oberen Teil des Silos und ermöglichte dessen Halten während des Schaukelns und des Abschusses. Der Startkomplex umfasste eine horizontale Dämpfung sowie einen rotierenden Starttisch zur groben Zielausrichtung im Azimut von 0 bis 180°.
Am 11. September 1955 wurde das erste U-Boot mit ballistischen B-67-Raketen in die Marine eingeführt. Unter strengster Geheimhaltung wurde die Rakete in der Nacht vom 14. auf den 15. September an Bord geladen. Am 16. September 1955 um 17:32 Uhr erfolgte im Weißen Meer der erste erfolgreiche Start der ballistischen R-11FM-Rakete von dem experimentellen U-Boot B-67 (Projekt 611B) der Nordflotte unter dem Kommando von F. I. Koslow, einem Kapitän Zweiten Ranges. Sowohl beim ersten als auch bei den beiden folgenden Starts, die im Oktober 1956 stattfanden, waren der Chefkonstrukteur der Rakete, S. P. Koroljow, sowie der Chefkonstrukteur des U-Boot-Projekts, N. N. Isanin, an Bord. Koroljow sah seine persönliche Anwesenheit als notwendig an, um die räumliche Begrenztheit, die Dynamik des U-Bootes beim Wechsel zwischen der Wasseroberfläche und der Tiefe, sein Schwanken auf der Welle und andere Besonderheiten der Unterwasserfahrt zu beobachten.
Im Jahr 1955 erhielt SKB-385 (Abkürzung für Sonderkonstruktionsbüro; Heute: Staatliches Raketenzentrum Makejew) die Projektunterlagen für die Raketen R-11, R-11M und R11FM und wurde mit deren Weiterentwicklung und Serienproduktion beauftragt. Am 11. März 1955 wurde auf Empfehlung von S. P. Koroljow sein Schüler, W. P. Makejew, zum Chefkonstrukteur von SKB-385 ernannt.

### Staatliche Erprobungen
Im Jahr 1957 wurde die Ausarbeitung der technischen Dokumentation für die R-11FM-Rakete und den Startkomplex abgeschlossen. Im selben Jahr wurden die Bedingungen für die Unterbringung auf den U-Booten der Projekte AB-611 und 629 festgelegt sowie die Testflüge mit vier Starts der Serienrakete vom Wippstand durchgeführt. Der Vorsitzende der staatlichen Kommission war G. M. Tabakow, während der technische Leiter V. P. Makejew war.
Danach folgten staatliche Testversuche. Vizeadmiral A. E. Orel, Befehlshaber der Nordflotte, wurde zum Vorsitzenden der staatlichen Kommission ernannt, und V. P. Makejew fungierte als technischer Leiter. Im Rahmen des Projekts AB-611 wurden fünf Starts vom U-Boot aus durchgeführt. Am 20. Februar 1959 wurde die Rakete aufgrund der Testergebnisse für den Einsatz freigegeben.